# Хингалш
Хингалаш — вайнахское национальное блюдо, тонкие кукурузные или пшеничные лепёшки с тыквой и сливочным или топлёным маслом, порезанные на части.

## Описание
Хингалш похоже на итальянское блюдо кальцоне, приготовляется тесто и начинка, для начинки используется пюре из варёной тыквы, куда добавляется обжаренный мелко нарезанный репчатый лук.
Муку перемешивают с чуть подогретым кефиром и добавляют соль; пищевую соду замешивают в тесто для получения однородной мягкой массы. Тыкву, очищенную от семян, режут на куски и кладут в кастрюлю кожурой вверх, заливают горячей водой и варят на слабом огне с плотно закрытой крышкой. Позже из тыквы ложкой выскребают мякоть, к ней добавляют сыр, жареный лук и соль, сахар по вкусу. Ингредиенты перемешивают. Тесто делят на лепёшки и раскатывают их. На одну половину кладут смесь, затем накрывают второй половиной и скрепляют их между собой. Лепёшки выпекают в печи.
Приготовленный хингалш быстро окунают в горячую воду и смазывают затем растопленным сливочным маслом. Перед подачей на стол разделяют на небольшие части, подают с растопленным сливочным маслом в небольшой пиале.

## Фотографии

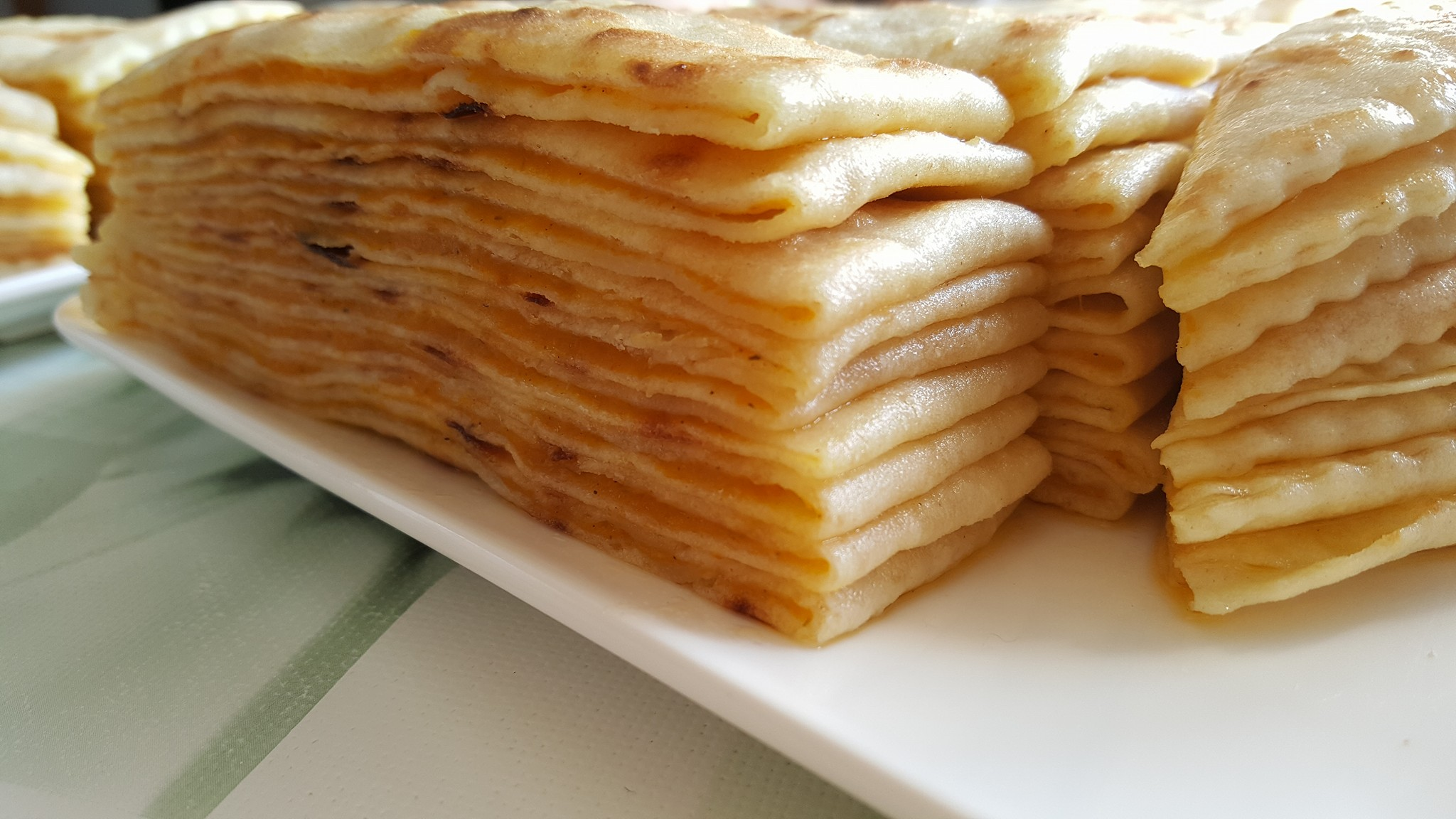
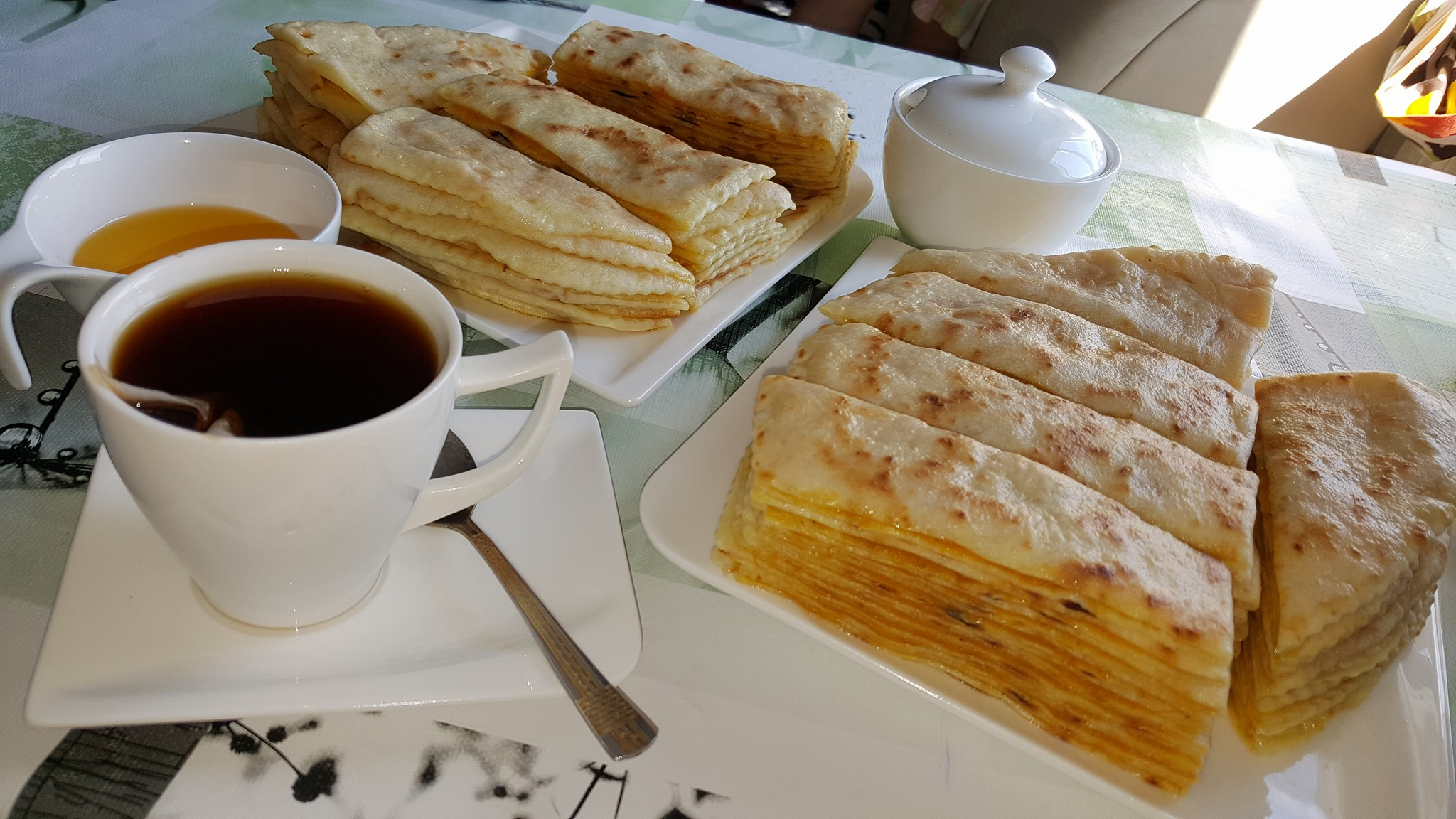